# Berliet VDAE
Unter der Typenbezeichnung Berliet VDAE wurden vom französischen Kraftfahrzeughersteller Berliet in Lyon 1936–37 LKW mit 2,5 Tonnen Nutzlast gebaut.

## Technik und Geschichte
Die wesentlichen technischen Daten können der Info-Box entnommen werden. Vom Fahrzeug gab es mehrere Varianten, alle mit einer Nutzlast von 2,5 Tonnen:
- VDAE4 und VDAE18 hatten eine Länge von 5,01 oder 6,02 m, eine Breite von 1,94 und einen Radstand von 3,38 oder 3,98 m[2].
- VDAE6 war etwas länger: 5,59 oder 6,31 m, Breite 2,12 und Radstand 3,60 oder 4,26 m[3].
- Für die französische Luftwaffe wurde der VDAE18 Air gefertigt: 6,805 m lang, 1,92 m breit, Radstand 4,32 m.

Im Übrigen unterschieden sich die Varianten nur durch den verwendeten Motor (und die dadurch verursachten Gewichtsdifferenzen):
| Typ        | Betriebserl. | Motor | Zyl. | Bohrg. | Hub | Hubr. | /min | CV    | PS    | Chassis    | max.       | Bem.,  |
|            | Mon./Jahr    | Typ   | Zahl | mm     | mm  | cm³   | max  | fisc. | reell | kg         | kg         | Quelle |
| ---------- | ------------ | ----- | ---- | ------ | --- | ----- | ---- | ----- | ----- | ---------- | ---------- | ------ |
| VDAE4      | 3.1936       | MDG   | 4    | 100    | 140 | 4398  | 1800 | 15    |       | 2150/ 2240 | 5900/ 6000 | [ 4 ]  |
| VDAE6      | 6.1936       | MDF   | 4    | 110    | 150 | 5702  | 1800 | 15    |       | 2300/ 2400 | 6300/ 6400 | [ 5 ]  |
| VDAE18     | 1.1936       | MKO   | 4    | 100    | 130 | 4084  | 2000 | 18    | 60    | 1950/ 2050 | 5700/ 5800 | [ 6 ]  |
| VDAE18 Air |              | MKO   | 4    | 100    | 130 | 4084  | 2000 | 18    | 60    | 2050       | 6200       | [ 7 ]  |

VDAE4 und VDAE6 hatten einen Dieselmotor, die Zahl wies auf die ungefähre Hubraumgröße in Litern hin. VDAE18 hatte einen Ottomotor, die Zahl wies auf die Steuer-PS hin.
Die Berliet VDAE18 Air wurden alle (teils als Pritschenwagen mit Plane, teils als Kesselwagen für 2500 Liter Treibstoff) an die französische Luftwaffe geliefert, die sie bei den in der Levante (heute Syrien und Libanon) stationierten Einheiten einsetzte.

### Stückzahlen
Es gab von den hier behandelten Typen folgende Stückzahlen:
| Typ        | 1936 | 1937 ! | Summe |
| ---------- | ---- | ------ | ----- |
| VDAE4      | 268  | 3      | 271   |
| VDAE6      | 0    | 0      | 0     |
| VDAE18     | 81   | 7      | 88    |
| VDAE18 Air | 77   | 17     | 94    |

Vom VDAE6 tauchen Stückzahlen nicht auf, offenbar blieb es bei Prototypen, oder sie sind in der Stückzahl der VDAE4 mit enthalten. Unklar ist, ob 17 im Jahr 1936 an die französische Luftwaffe gelieferte Kesselwagen des Typs VDAE18 Air in obigen Zahlen enthalten sind oder noch dazuaddiert werden müssen.

### Originalquellen
Eine Publikation, in der alle vor 1945 gebauten Berliet-Typen individuell abgehandelt wären, gibt es nicht. Neben der unten erwähnten Literatur wurde auf folgende in der Fondation Berliet verwahrte Originalunterlagen zurückgegriffen:
- "Fiches des Mines": Es handelt sich um die Unterlagen zur Erteilung einer allgemeinen Betriebserlaubnis, hierfür ist in Frankreich der "Inspecteur des mines" sachlich zuständig. Diese Unterlagen sind chronologisch geordnet und nummeriert. Nicht zu jedem Typ bzw. Variante gibt es entsprechende Unterlagen, teils, weil sie wohl als Untervarianten eines Typs verstanden wurden, für den eine gesonderte Erlaubnis nicht erforderlich war, teils wohl, weil diese Unterlagen im Laufe der letzten 100 Jahre verlorengegangen sind. Bei Militärtypen gibt es Hinweise, dass eine Betriebserlaubnis direkt durch militärische Dienststellen erfolgte, was entsprechende "fiches des mines" überflüssig machte. Die Quellenbezeichnung lautet: "Fiches No...."
- "Etat des véhicules utilitaires et autobus declares aux mines depuis 1920", eine 15-seitige Zusammenstellung vom 1. Dezember 1941, enthält insbesondere die reservierten Chassisnummernbänder, die jedoch vielfach nicht vollständig ausgeschöpft wurden, einige Typen bzw. Varianten werden nicht erwähnt, Quellenbezeichnung lautet: "Etat S..."
- "Nombre de véhicules construits de 1930 à 1942", siebenseitige Zusammenstellung der zwischen 1930 und 1942 gebauten Stückzahlen an Nutzfahrzeugen, erstellt wohl 1943, erste Seite teilweise irreparabel verderbt, teilweise werden mehrere Typen bzw. Varianten zusammengefasst, Quellenbezeichnung lautet: "Nombre S...."

### Sonstige Literatur
- Monique Chapelle: Berliet. 1. Auflage. EMCE, Saint-Chamond 2016, ISBN 978-2-35740-049-8.
- Christophe Puvilland: Berliet 1905–1978, toute la gamme omnibus, autocars, autobus et trolleybus. 1. Auflage. histoire&collections, Paris 2008, ISBN 978-2-35250-059-9.
- François Vauvillier: Tous les Berliet militaires 1914–1940, vol.1: les camions. histoire&collections, Paris 2019, ISBN 978-2-35250-496-2.